# Cameron McKenzie-McHarg
Cameron McKenzie-McHarg, född den 17 april 1980 i Leongatha i Australien, är en australisk roddare.
Han tog OS-silver i fyra utan styrman i samband med de olympiska roddtävlingarna 2008 i Peking.